# Marek Gałęzowski
Marek Gałęzowski (ur. 27 sierpnia 1972 w Warszawie) – polski historyk, doktor habilitowany nauk społecznych w zakresie nauk o polityce, pracownik Archiwum IPN, członek Komisji Biograficznej Polskiej Akademii Umiejętności.

## Życiorys
Absolwent historii na Uniwersytecie Jagiellońskim. W 2003 r. został doktorem nauk humanistycznych UJ w zakresie historii. W latach 2004–2008 pracował w Radzie Ochrony Pamięci Walk i Męczeństwa, 2008–2016 zatrudniony w Biurze Edukacji Publicznej IPN (jako główny specjalista), od 2009 r. do 2012 r. pełnił funkcję zastępcy dyrektora BEP IPN, m.in. koordynował badania nad II wojną światową. W latach 2016–2024 w BEN IPN, gdzie współtworzył wiele projektów, m.in. Bohaterowie Niepodległej oraz wystawy multimedialne 20 40 20 (dotycząca zbrodni katyńskiej) i Patrioci Żołnierze Żydzi. Współautor jednego z największych przedsięwzięć wydawniczych i edukacyjnych IPN – książki Od Niepodległości do Niepodległości. Historia Polski 1918–1989, w której napisał części dotyczące dwudziestolecia międzywojennego i II wojny światowej (Warszawa: IPN, 2010, IV wydanie poprawione – 2023). Od kwietnia 2024 r. pracownik Archiwum IPN. 
W 2014 r. uchwałą Rady Naukowej Instytutu Studiów Politycznych PAN uzyskał stopień doktora habilitowanego nauk społecznych w dyscyplinie nauki o polityce na podstawie monografii Przeciw dwóm zaborcom. Polityczna konspiracja piłsudczykowska w kraju w latach 1939–1947 (Warszawa: IPN, 2013). Praca uzyskała pierwszą nagrodę w Konkursie Historycznym Fundacji Jadwigi Chylińskiej za najlepszą książkę w kategoria monografia poświęcona pierwszej konspiracji, ponadto była nominowana do: Nagrody Historycznej im. Kazimierza Moczarskiego, Nagrody Literackiej im. Józefa Mackiewicza oraz Nagrody Identitas. Stały współpracownik miesięcznika „Historia. Do rzeczy” od chwili jego powstania. Miłośnik twórczości Józefa Mackiewicza, któremu poświęcił kilka artykułów, był także pomysłodawcą i opiekunem merytorycznym filmu Czarny sufit (reżyseria i scenariusz Arkadiusz Biedrzycki), zrealizowanego przez IPN. 
W latach 2015–2022 był profesorem Uczelni Łazarskiego (w Katedrze Stosunków Międzynarodowych, aż do chwili jej rozwiązania). Zainteresowania badawcze i prace naukowe dr hab. Marka Gałęzowskiego obejmują dzieje konspiracji politycznej piłsudczyków w kraju w latach 1939–1947, biografistykę obozu piłsudczykowskiego, Polskiego Państwa Podziemnego, Żydów – uczestników zmagań o niepodległość Polski, oficerów WP poległych i zamordowanych w czasie II wojny światowej.

## Twórczość
- "Wzór piłsudczyka". Wacław Lipiński 1896–1949. Żołnierz, historyk, działacz polityczny (Neriton 2001, ISBN 83-88973-16-9)
- Jerzy Duszyński. Sława i przemijanie (Arte 2005, ISBN 83-923275-0-0)
- Wierni Polsce. Ludzie konspiracji piłsudczykowskiej 1939-1947 (Biblioteka "Niepodległości" tom II; Towarzystwo Przyjaciół Instytutów Józefa Piłsudskiego Zagranicą, Wydawnictwo LTW 2005; nagroda specjalna Ministra Kultury i Dziedzictwa Narodowego Kazimierza M. Ujazdowskiego; ISBN 83-88736-65-5)
- Gdy Wódz odchodził w wieczność... (wespół z Andrzejem Przewoźnikiem; Rada Ochrony Pamięci Walk i Męczeństwa, Instytut Józefa Piłsudskiego Poświęcony Badaniu Najnowszej Historii Polski 2005, ISBN 83-89474-13-1)
- Na wzór Berka Joselewicza. Żołnierze i oficerowie pochodzenia żydowskiego w Legionach Polskich, z przedmową Richarda Pipesa, IPN, 2010 (nagroda Pro Memoria Rady Ochrony Pamięci Walk i Męczeństwa za najlepszą książkę historyczną roku).
- Wacław Lipiński, Walka zbrojna o niepodległość Polski 1905–1918, oprac. M. Gałęzowski, współpraca J. Kirszak, Łomianki: LTW, 2016.
- Twórca Niepodległej. Józef Piłsudski 1867–1935 (współautor Jerzy Kirszak), Warszawa: IPN, 2018.
- My idziemy w zórz świtanie... Sylwetki oficerów Legionów Polskich poległych i zmarłych w walce o niepodległość w latach 1914–1916, Warszawa: IPN, 2019.
- Zapomniany znawca Rosji. Wokół działalności i poglądów Tadeusza Grużewskiego na monarchię rosyjską i sprawę polską,  Warszawa: Oficyna Uczelni Łazarskiego, 2020.
- Żydzi walczący o Polskę. Zapomniani obrońcy Rzeczypospolitej, Kraków: Znak Horyzont, 2021.
- To nie „czerwony carat”. Dawna Rosja a Związek Sowiecki w myśli politycznej Józefa Mackiewicza, „Politeja” 2022, nr 3.
- Od niepodległości do niepodległości. Historia Polski 1918–1989 (współautor), wyd. 1 – Warszawa: IPN, 2010, wyd. 2 Warszawa – 2012, wyd. 4 Warszawa: IPN, 2023.
- Tam, gdzie największe niebezpieczeństwo, szedł pierwszy”. Sylwetki Żydów – uczestników walk o niepodległość i granice Polski w latach 1914–1921, Warszawa: IPN, 2024.
- „Pilnujcie honoru sztandaru pułkowego”. Oficerowie Legionów Polskich polegli w wojnie polsko-bolszewickiej, Warszawa: IPN, 2024.